# 1543 a tudományban
Az 1543. év a tudományban és a technikában.

## Csillagászat
- Kopernikusz publikálja a De Revolutionibus Orbium Coelestium című művét, melyben matematikailag leírja a heliocentrikus világképet.

## Orvostudomány
- Andreas Vesalius közzéteszi De humani corporis fabrica (Az emberi test működéséről) című művét, amelyet emberi holttestek boncolása során szerzett tapasztalatai alapján írt. A könyv megjelenése mérföldkő az orvostudomány történetében.

## Építészet
- Gül Baba türbéje (sírja) Budán.

## Születések
- Domenico Fontana építész († 1607)

## Halálozások
- május 24. - Kopernikusz csillagász (* 1473)